# Hamparan Perak
Hamparan Perak est une ville indonésienne située dans la province de Sumatra du Nord.

## Démographie
En 2005 sa population était de 149 600 habitants.